# پاراول (داغستان)
پاراول (به لاتین: Paraul) یک منطقهٔ مسکونی در روسیه است که در شهرستان قره‌بودوخ‌کنتسکی واقع شده‌است.